# Lü Zhi (emperatriz)
Lü Zhi (呂雉; 241–180 a. C.), nombre de cortesía Exu, generalmente conocida como emperatriz Lü y emperatriz viuda Lü, o formalmente emperatriz Gao de Han, fue la emperatriz consorte del emperador Gaozu, y la primera emperatriz de la dinastía Han. Tuvieron dos hijos conocidos, Liu Ying (más tarde emperador Hui de Han) y la princesa Yuan de Lu. Lü fue la primera consorte en ostentar oficialmente el título de emperatriz en la historia china, después de la muerte del emperador Gaozu fue honrada con el también nuevo título de Emperatriz Viuda y más tarde Magnífica Emperatriz Viuda (太皇太后) durante los cortos reinados del Emperador Hui y sus sucesores Liu Gong (Emperador Qianshao) y Liu Hong (Emperador Houshao).
Menos de un año después de que el Emperador Hui accediera al trono en 194 a. C., Lü arrestó a la Concubina Qi (una de las últimas consortes del difunto emperador Gaozu), a la que odiaba profundamente, y la mató de una manera agónica y atroz. También ordenó que el joven hijo de la concubina Qi, Liu Ruyi, fuera envenenado. El emperador Hui quedó impresionado por la crueldad de su madre y cayó enfermo durante un año, y desde entonces dejó de implicarse en los asuntos de gobierno. Lü dominó así la escena política por quince años hasta su muerte en 180 a. C.

## Matrimonio y familia de Liu Bang
Lü Zhi nació en Shanfu (單父; en la actualidad Condado Shan, Shandong) a finales de la dinastía Qin. Para huir de sus enemigos, su padre Lü Wen (呂文) trasladó a su familia al Condado de Pei, se estableció allí, y se hizo amigo cercano del gobernador del condado. Muchos hombres influyentes en la ciudad venían a visitar a Lü Wen. Xiao He, entonces un ayudante del gobernador, era el encargado de la disposición de los asientos y la recolección de regalos de los invitados en un banquete en casa de Lü Wen, y anunció "Quienes no ofrezcan más de 1.000 monedas en regalos serán sentados fuera de la sala." Liu Bang (más tarde emperador Gaozu de Han), entonces un oficial patrullero menor (亭長), fue allí trayendo tan solo un céntimo pero dijo, "Ofrezco 10.000 monedas." Lü Wen vio a Liu Bang y quedó impresionado a primera vista, inmediatamente se levantó y le dio la bienvenida a Liu a la sala para sentarle junto a él. Xiao le dijo a Lü Wen que Liu Bang no lo decía en serio, pero Liu le ignoró y charló con Lü. Lü Wen dijo, "Solía pronosticar fortunas para muchas personas pero nunca antes había visto a alguien tan excepcional como tú." Lü Wen entonces le ofreció la mano de su hija Lü Zhi en matrimonio y se casaron. Lü Zhi le dio dos hijos a Li Bang, una hija (más tarde princesa Yuan de Lu) y un hijo, Liu Ying (más tarde emperador Hui de Han).
Liu Bang más tarde participó en la rebelión contra la dinastía Dinastía Qin bajo el insurgente reino de Chu, nominalmente gobernado por el rey Huai II. Lü Zhi y sus hijos permanecieron con su padre y familia la mayor parte de ese tiempo.

## Vida durante la contienda Chu–Han

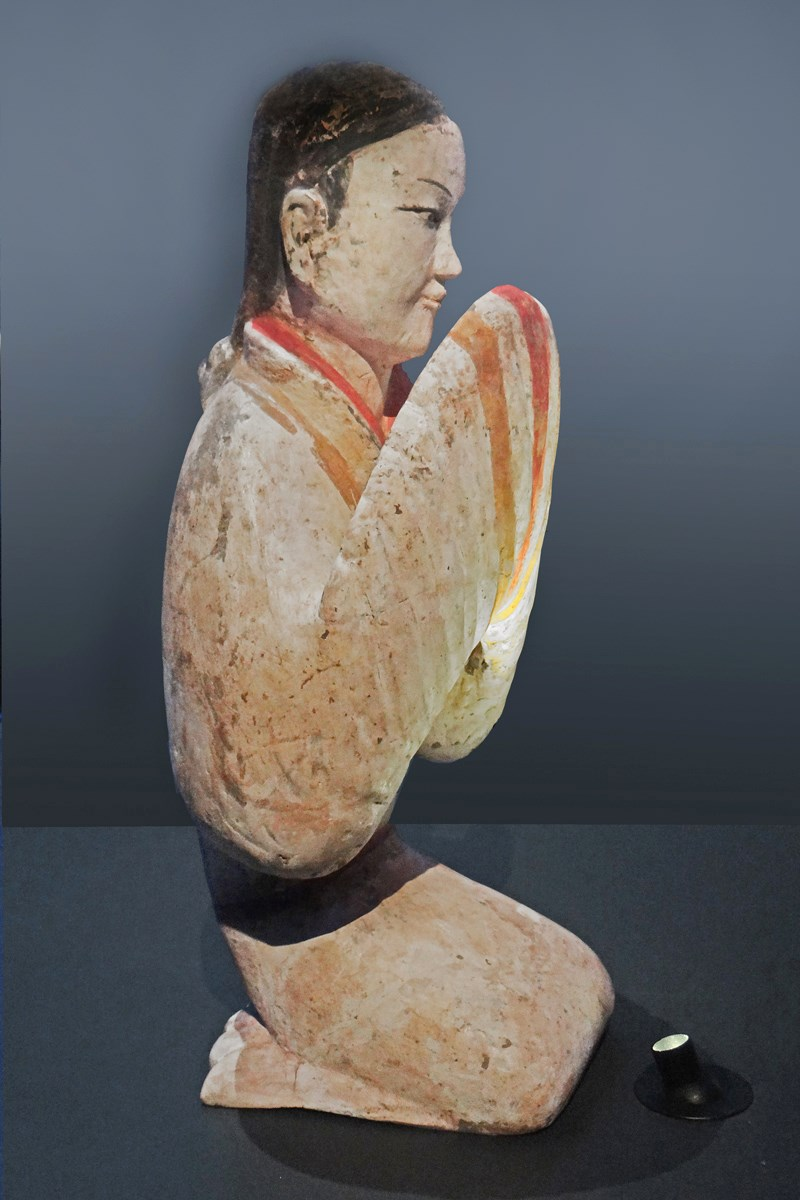
Una estatuilla de cerámica Han Occidental (202 a. C.-8 d. C.) representando a una mujer sentada y presentándose ante el encargado de la corte, procedente de una tumba de Xianyang, provincia de Shaanxi.

A principios de 206 a. C., después de la caída de la dinastía Qin, Xiang Yu dividió el anterior imperio Qin en los Dieciocho Reinos. Liu Bang fue nombrado rey "de Han" y le concedieron tierras en la remota región de Bashu (en la actualidad, Sichuan) como su reino. Aun así, la familia de Liu Bang, incluyendo a Lü Zhi y sus hijos, se quedaron en el condado de Pei, el cual era ahora un territorio del reino de Xiang Yu de Chu Occidental.
Más tarde ese mismo año, Liu Bang se apoderó de los Tres Qins (tres reinos que cubrían la región de Guanzhong) directamente al norte de su propio reino. Guanzhong era legítimamente de Liu Bang, según una promesa anterior del emperador Yi de Chu (anteriormente rey Huai II de Chu) de nombrar a quien conquistara Guanzhong primero (durante la rebelión contra la dinastía Qin) rey de aquella área. Esto marcó el inicio de una lucha de poder de cuatro años por la supremacía sobre China entre Liu Bang y Xiang Yu, de 206 a. C. a 202 a. C., conocida como la Contienda Chu–Han. Xiang Yu inicialmente no tomó ninguna medida contra la familia de Liu Bang. En el octavo mes lunar, este envió a sus seguidores Wang Xi (王吸) y Xue Ou (薛歐) a encontrarse con Wang Ling (王陵) en Nanyang y buscar a su familia. Aun así Xiang Yu movilizó tropas hacia Yangxia (陽夏) e impidió el avance de las tropas Han.
En el verano de 205 a. C., Liu Bang aprovechó la situación cuando Xiang Yu estaba ocupado en suprimir rebeliones en el reino Qi para atacar y capturar Pengcheng, capital de Chu Occidental (en la actualidad Xuzhou, Jiangsu). Xiang Yu Inmediatamente se retiró de Qi y lanzó un contraataque, derrotando a las fuerzas de Liu Bang en Suishui (睢水). Las familias de Lü Zhi y Liu Bang fueron capturados por las fuerzas Chu y mantenidas como rehenes. Por entonces, Lü Zhi comenzó un romance adúltero con Shen Yiji (審食其), uno de los seguidores de su esposo que también había sido capturado.
En el otoño de 203 a. C., Liu Bang y Xiang Yu llegaron a una reconciliación provisional, conocida como el Tratado de Hong Canal, el cual dividió China en oeste y este bajo Han y Chu Occidental respectivamente. Como parte de este acuerdo, Xiang Yu liberó a las familias y las devolvió a Liu Bang. Lü Zhi recibió el título de "Reina Consorte de Han" (漢王妃). Liu Bang renunció luego a la tregua y atacó a Xiang Yu, finalmente derrotándolo en la Batalla de Gaixia en 202 a. C. y unificando China bajo su mandato. Liu Bang se proclamó emperador de China y estableció la nueva dinastía Han. Proclamó a Lü Zhi su emperatriz y a su hijo Liu Ying príncipe heredero.

## Como emperatriz

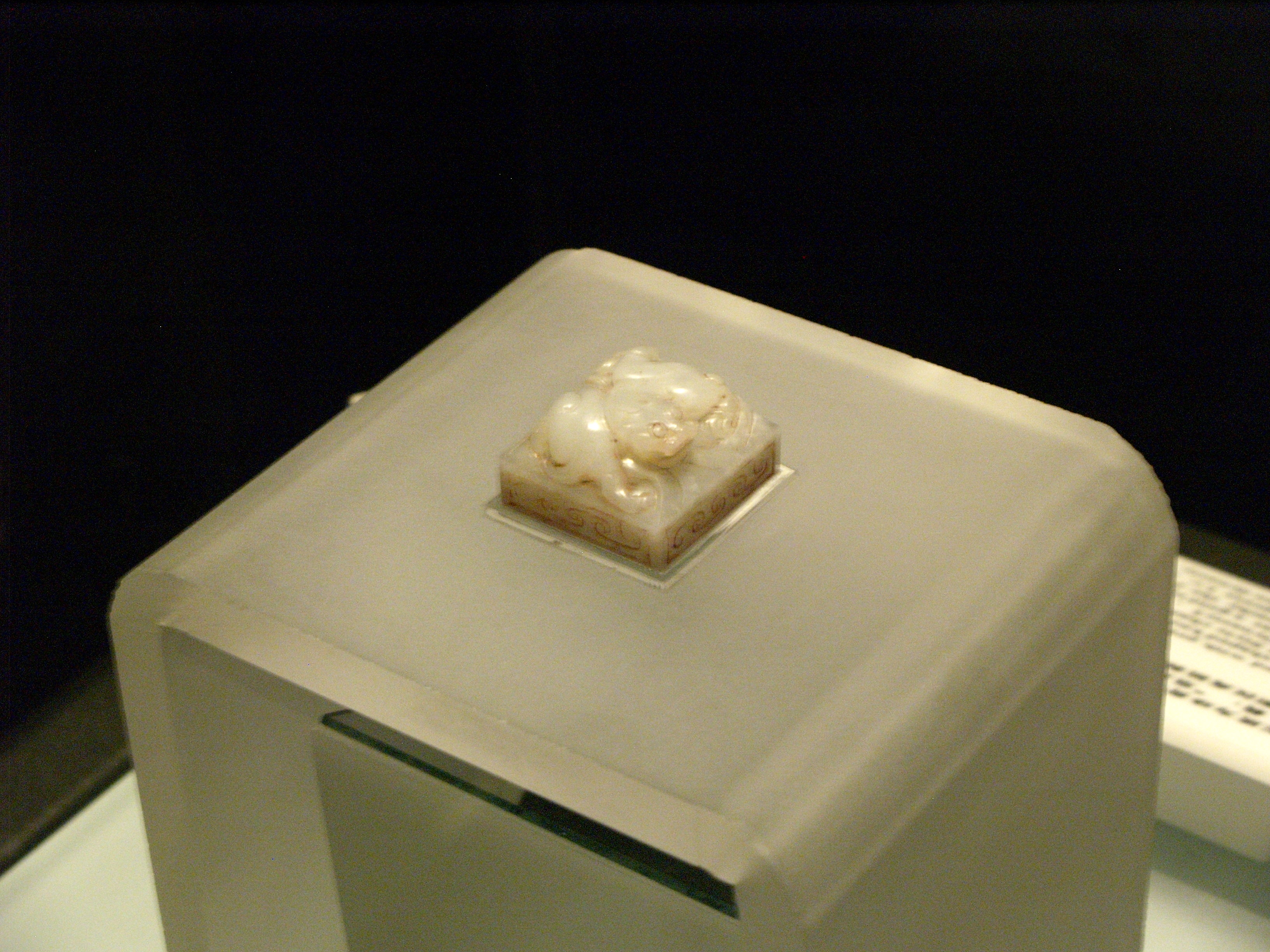
Sello de jade de Lü Zhi, excavado en Xianyang, ahora en el Museo de Historia de Shaanxi.

Incluso después de la victoria del emperador Gaozu (Liu Bang) sobre Xiang Yu, había todavía áreas inestables en el imperio, requiriendo el nuevo gobierno lanzar campañas militares para pacificar estas regiones. Gaozu colocó a la emperatriz Lü Zhi y el príncipe heredero Liu Ying a cargo de la capital Chang'an tomando decisiones clave en la corte, asistidos por el canciller Xiao He y otros ministros. Durante este tiempo Lü Zhi probó ser una administradora competente en los asuntos domésticos, y rápidamente estableció sólidas relaciones laborales con muchos de los oficiales de Gaozu, quienes la admiraban por su capacidad política y la temían por su crueldad.

### Papel en las muertes de Han Xin y Peng Yue
Lü Zhi es conocida por su papel en las muertes de Han Xin y Peng Yue, dos de los súbditos del emperador Gaozu que contribuyeron en gran medida en la fundación de la dinastía Han, pero de cuyas capacidades militares tanto ella como su marido habían sido aprensivos.
En 196 a. C., Gaozu abandonó la capital Chang'an para reprimir un revuelta en Julu (en la actualidad Condado Pingxiang, Xingtai, Hebei) iniciada por Chen Xi, Marqués de Yangxia. Un año antes, Chen Xi se había reunido con Han Xin antes de partir de Chang'an para Julu, así que se alegó que Han Xin estaba implicado en la rebelión. Lü Zhi se preocupó, y después de consultar al canciller Xiao He, le ordenó que convocara a Han Xin a una reunión con ella en el palacio Changle. Allí, la emperatriz le tomó por sorpresa, lo capturó y posteriormente ordenó que fuera ejecutado de una manera torturadora. Lü Zhi también ordenó que la familia de Han Xin y parientes fueran también muertos.
Cuando Gaozu estaba sofocando la rebelión de Chen Xi, pidió refuerzos a Peng Yue pero este reclamó estar enfermo y envió a sus subordinados para ayudar a Gaozu. Después de sofocar la rebelión de Chen Xi, Gaozu oyó rumores de que Peng Yue también estaba conspirando contra él, así que ordenó que Peng fuera arrestado y despojado de sus títulos. Peng fue degradado a plebeyo y exiliado al remoto Condado de Qingyi (青衣縣; en la actualidad, Ya'an, Sichuan). Durante su viaje a Qingyi, Peng Yue se encontró con Lü Zhi, quien quería que le mataran. Él suplicó por su vida y que se le dejara regresar a su ciudad natal en Changyi (昌邑; en la actualidad, Condado Jinxiang, Shandong), y la emperatriz fingió estar de acuerdo. Peng Yue fue llevado a Luoyang, donde fue posteriormente ejecutado bajo el falso cargo de traición. De nuevo, Lü Zhi ordenó que el cuerpo de Peng Yue fuera mutilado y que el clan de Peng fuera también exterminado.

### Disputa sobre la sucesión
En sus últimos años, el emperador Gaozu empezó a favorecer a una de sus más jóvenes consortes, la Concubina Qi, que le dio un hijo, Liu Ruyi, que fue proclamado Príncipe de Zhao en 198 a. C., desplazando al yerno de Lü Zhi, Zhang Ao (張敖; marido de la princesa Yuan de Lu). Gaozu tuvo la intención de reemplazar a Liu Ying por Liu Ruyi como príncipe heredero, razonando que el primero era demasiado "blando de corazón y débil" y que el segundo se le parecía más. Lü Zhi hizo valer su influencia sobre los ministros, para que se opusieran ante Gaozu a su decisión de deponer a Liu Ying. Lü Zhi pidió ayuda a Zhang Liang, y este proclamó que Gaozu cambiaba la sucesión por motivos de favoritismo. Zhang Liang invitó a los "Cuatro Haos del Monte Shang" (商山四皓), un grupo de cuatro sabios solitarios, para persuadir a Gaozu de cambiar su decisión. Los cuatro ermitaños prometieron asistir a Liu Ying si en el futuro se convertía en emperador, y a Gaozu le complació ver que Liu Ying tenía su apoyo. Gaozu le dijo a la Concubina Qi, "Quería reemplazarlo (al príncipe de la corona). Ahora veo que tiene el apoyo de esos cuatro hombres; es un hombre de pleno derecho y difícil de derribar. La emperatriz Lü está realmente a cargo!". Esto marcó el fin de la disputa sobre la sucesión y reafirmó a Liu Ying como príncipe heredero.

## Como emperatriz viuda
En 195 a. C. el emperador Gaozu murió y fue sucedido por Liu Ying, quien se convirtió en el Emperador Hui de Han. Lü Zhi fue honrada por el emperador Hui con el nuevo título de emperatriz viuda. Ejerció incluso más influencia durante el reinado de su hijo que cuando había sido emperatriz consorte.

### Papel en las muertes de la Concubina Qi y el príncipe Liu Ruyi
Lü Zhi no hizo daño a la mayoría de las otras consortes y concubinas de Gaozu y las trató según las normas de la familia imperial. Por ejemplo, a todas las consortes que habían tenido al menos un hijo varón que hubiera sido nombrado príncipe le fue concedido el título de "Princesa Viuda" (王太后) y a sus hijos el gobierno de su correspondiente principado. La excepción fue la Concubina Qi, a quien Lü Zhi odiaba debido a la disputa sobre la sucesión entre Liu Ruyi (el hijo de Qi) y Liu Ying. Liu Ruyi, príncipe de Zhao, había sido ya enviado a su principado, así que Lü Zhi solo detuvo a la Concubina Qi. Fue despojada de su alta posición, tratada como una condenada (la rapó al cero, la vistió de prisionera y con grilletes) y forzada a trabajar duramente en un molino de arroz.
Lü Zhi entonces convocó a Liu Ruyi, un chiquillo de doce años, a Chang'an, pretendiendo matarlo junto con su madre. Aun así Zhou Chang (周昌), el canciller de Liu Ruyi en el principado, al que Lü Zhi respetaba debido a su fuerte oposición a la propuesta del emperador Gaozu de convertir a Liu Ruyi en príncipe de la corona, lo protegió temporalmente al responder a Lü Zhi que "El Príncipe de Zhao está enfermo y no puede recorrer distancias largas." Lü Zhi entonces ordenó al propio Zhou Chang venir a la capital, le detuvo, y convocó de nuevo a Liu Ruyi. El emperador Hui salvó a su medio hermano al interceptar a Liu Ruyi antes de entrar en Chang'an, y manteniéndolo a su lado la mayoría del tiempo. Lü Zhi se abstuvo de llevar a cabo sus planes durante varios meses pues el asunto podía hacer daño al emperador Hui también.
Pero una mañana en el invierno de 194 a. C., el emperador Hui se fue a un viaje de caza y no llevó a Liu Ruyi con él debido a que este se negó a salir de la cama. Lü Zhi aprovechó la oportunidad, y envió un asesino que obligó al muchacho a tragar vino envenenado. El joven príncipe había muerto cuando el Emperador Hui regresó. Lü Zhi también ultrajó a la Concubina Qi de manera atroz: forzada a beber una poción que la dejó muda, sus brazos y piernas fueron cortados y cauterizados, las orejas cortadas, los ojos arrancados, y arrojada a una pocilga. Qi fue llamada "cerdo humano" (人彘) y mantenida en esa espantosa situación hasta su muerte unos meses después. Varios días más tarde, el emperador Hui fue llevado a ver el "cerdo humano" y quedó conmocionado al comprender que era la Concubina Qi. Lloró ruidosamente y se enfermó durante mucho tiempo. Pidió ver a su madre y le dijo, "Esto es algo que no hace un ser humano. Como hijo de la emperatriz viuda, nunca seré capaz de gobernar el imperio." Desde entonces el emperador Hui se abandonó a los placeres carnales e ignoró los asuntos de estado.

### Tratamiento a los otros hijos del emperador Gaozu
Poco después, Liu Fei, el Príncipe de Qi, hijo mayor del emperador Gaozu nacido de la Señora Cao (曹氏), visitó Chang'an y el emperador Hui presidió un banquete en su honor ofrecido por la emperatriz viuda. El emperador honró a Liu Fei como su medio hermano mayor y le trató respetuosamente. Lü Zhi se sintió ofendida y en secreto instruyó a sus criados para colar una taza de vino envenenado para Liu Fei. Justo cuando Liu Fei estaba a punto de beber, el emperador Hui se dio cuenta de la intención de su madre y agarró la taza de Liu Fei como si fuera a beber de ella. Lü Zhi inmediatamente se levantó de un salto y le quitó la taza de la mano. Liu Fei entonces ofreció dejar una comandancia entera de su principalidad para la hija de Lü Zhi, la princesa Yuan de Lu, lo que Lü Zhi aceptó y le dejó ir a salvo.
Lü Zhi también se involucró en la muerte de otro de los hijos de Gaozu, Liu You, el Príncipe de Zhao. Liu You estaba casado con una sobrina de Lü Zhi pero fue descubierto manteniendo una aventura con otra mujer, así que la sobrina informó a su tía de que Liu planeaba una rebelión. Lü Zhi convocó a Liu You a Chang'an, le encarceló y privó de alimento. Liu You no tuvo el valor para suicidarse y finalmente murió de hambre.

### Propuesta de matrimonio de Modu
En 192 a. C. Lü Zhi recibido una propuesta de matrimonio del chanyu xiongnu Modu, quién escribió la siguiente carta destinada a intimidarla y burlarse de ella:

"Soy un gobernante solitario nacido en los pantanos y criado en las llanuras pobladas de ganado. He visitado tu frontera en muchas ocasiones y quiero hacer una gira por China. Vuestra Majestad está ahora sola y viviendo en soledad. Como los dos no estamos contentos y no tenemos nada con que entretenernos, estoy dispuesto a utilizar lo que poseo para intercambiar con lo que te falta."

Lü Zhi se enfureció ante la grosera proposición, y en una acalorada sesión en la corte, sus generales le aconsejaron que reuniera un ejército y exterminara al Xiongnu inmediatamente. Cuando estaba a punto de declarar la guerra, un asistente más franco llamado Ji Bu apuntó que el ejército Xiongnu era mucho más potente que el ejército chino. Ante las palabras de Ji Bu, la corte cayó inmediatamente en un silencio temeroso. Repensando sus planes, Lü Zhi rehusó la proposición de Modu humildemente, como sigue:

"Vuestra Señoría no se olvida de nuestra tierra y nos escribe una carta, tememos. Me retiro para preservarme. Soy vieja y frágil, estoy perdiendo cabello y dientes, lucho por mantener el equilibrio cuando me muevo. Vuestra Señoría ha oído erróneamente, no debe contaminarse él mismo. Nuestra gente no le ha ofendido, y debería ser perdonada. Tenemos dos carruajes imperiales y ocho hermosos corceles, los cuales gentilmente ofrecemos a Vuestra Señoría."

Sin embargo, ella continuó implementando el heqin o política de casar princesas Han con jefes xiongnu y pagarles tributo a cambio de la paz entre ambas partes.

### Matrimonio del emperador Hui con la emperatriz Zhang Yan
En 191 a. C., ante la insistencia de Lü Zhi, el emperador Hui se casó con su sobrina Zhang Yan (hija de la princesa Yuan de Lu) y la nombró su emperatriz. No tuvieron hijos. Se rumoreó que Lü Zhi le entregó a Zhang Yan ocho niños en adopción después de matar a sus madres. Hay incertidumbre si estos niños eran del emperador Hui; la visión tradicional es que no lo eran, mientras que los historiadores modernos creen que sí nacieron de concubinas imperiales.

## Magnífica emperatriz viuda
El emperador Hui murió en 188 a. C. y fue sucedido por Liu Gong, uno de los niños adoptados por la emperatriz Zhang. Liu Gong fue conocido como emperador Qianshao. Lü Zhi fue honrada como Magnífica Emperatriz Viuda. Los historiadores convencionales no consideraban a Liu Gong un auténtico soberano, así que normalmente es omitido de la lista de emperadores de la dinastía Han.
El emperador Gaozu había decretado que los miembros de ningún clan no imperial podían convertirse en príncipes (sin incluir a los reyes vasallos), una ley que Lü Zhi misma había ayudado a crear. A pesar de ello, Lü Zhi intentó instalar a algunos de sus parientes como príncipes. El canciller de la derecha Wang Ling (王陵) se opuso pero el canciller de la izquierda Chen Ping y el general Zhou Bo lo aceptaron. Cuándo Wang Ling reprochó a Chen Ping y Zhou Bo en privado el ir en contra de la ley del Emperador Gaozu, ellos explicaron que su conformidad con los deseos de la magnífica emperatriz viuda era necesaria para proteger el imperio y el clan Liu. Lü Zhi elevó a Wang Ling a la posición de Tutor Magnífico (太傅) pero este reclamó estar enfermo y declinó, así que le ordenó regresar a su marquesado (Wang Ling poseía el título de Marqués de Anguo). Lü Zhi entonces nombró a Chen Ping como canciller de la derecha y a su amante desde hacía años Shen Yiji (審食其) como canciller de la izquierda.
Lü Zhi procedió entonces a ennoblecer a su familia. Su primer paso fue titular a su nieto materno Zhang Yan (張偃; hijo de la princesa Yuan de Lu, y hermano de la emperatriz Zhang Yan) como príncipe de Lu. En pocos años elevó a muchos de sus sobrinos y sobrinos nietos a príncipes y marqueses. En un movimiento sin precedentes, en 184 a. C., Lü Zhi también concedió a su hermana más joven Lü Xu (呂須) el título de Marquesa de Lingguang, en un feudo separado del de su marido, Fan Kuai.
En torno al mismo 184 a. C. el emperador Qianshao (Liu Gong) descubrió que no era hijo de la Emperatriz Viuda Zhang Yan, y que su madre biológica había sido ejecutada. Remarcó que cuando creciera haría pagar a la Emperatriz Viuda Zhang por la muerte de su madre. Cuando Lü Zhi oyó sobre esto, ordenó secretamente encerrar al joven emperador en sus aposentos palaciegos y públicamente anunció que el emperador estaba seriamente enfermo e incapaz de conocer a nadie. Después de un tiempo informó a la corte que Qianshao todavía estaba doliente, enfermo de psicosis, incapaz de gobernar. Entonces propuso que el emperador fuera reemplazado. La corte cumplió con su deseo, y el emperador Qianshao fue depuesto y ejecutado. Fue sucedido por su hermano Liu Yi (劉義), quién fue rebautizado Liu Hong (劉弘), e históricamente conocido como emperador Houshao de Han. Como su predecesor Liu Gong, generalmente no fue considerado un monarca real, así que tradicionalmente tampoco fue incluido en la lista de emperadores de la dinastía Han.

## Muerte

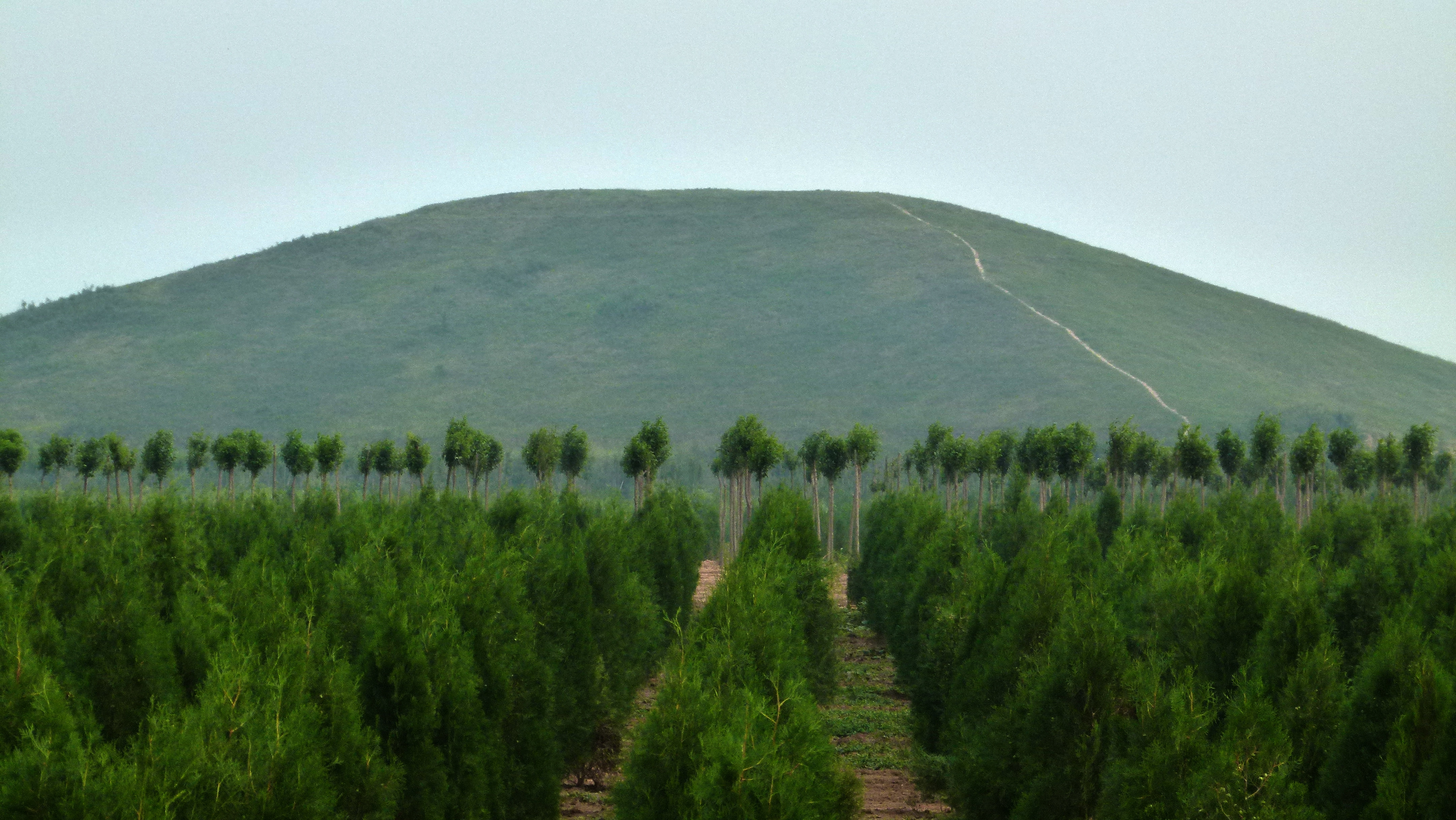
Tumba de la Emperatriz Lü en Changling, Xianyang, Shaanxi

Lü Zhi murió de enfermedad a los 61 años en 180 a. C. y siguiendo la tradición fue enterrada en la tumba de su esposo el emperador Gaozu en Changling (長陵). A finales de la dinastía Xin de Wang Mang (9 –23 d. C.), al igual que el del soberano, el cuerpo de Lü Zhi fue profanado por los rebeldes Cejas Rojas cuando arrasaron la tumba de Gaozu. El emperador Guangwu, quién restauró la dinastía Han en 25, reemplazó póstumamente a Lü Zhi como "Emperatriz Gao" en el templo de Gaozu por otra de las esposas del soberano, la Consorte Bo. A Lü Zhi le fue consagrado un templo aparte.
Tras la muerte de Lü Zhi, los miembros de su clan fueron despojados de sus posiciones de poder y masacrados, en un acontecimiento históricamente conocido como Disturbio del clan Lü. Los cerebros del golpe incluyeron ministros que habían servido al anterior emperador Gaozu, incluyendo Chen Ping, Zhou Bo y Guan Ying. Liu Heng, un hijo de Gaozu y la Consorte Bo, fue elevado al trono como emperador Wen de Han. Lo sucedido con el clan Lü se utilizó a lo largo de la historia china como advertencia a las familias de las emperatrices para que no acapararan demasiado poder, y para que los emperadores no les permitieran hacerlo.

## Familiares
- Padre: Lü Wen (呂文), a veces referido como Lü Gong (呂公). En 187 a. C.  le fue concedido el título póstumo de "Príncipe Xuan de Lü" (呂宣王). El historiador Guo Moruo descubrió que era descendiente de Lü Buwei.
- Marido: Liu Bang, Emperador Gaozu de Han.
- Hijos:
  - Liu Ying, Emperador Hui de Han.
  - Princesa Yuan de Lu (魯元公主), el nombre personal es desconocido.
- Hermanos y sus descendientes:
  - Lü Changxu (呂長姁), hermana mayor.
    - Lü Ping (呂平), hijo de Lü Changxu, Marqués de Fuliu (扶柳侯).

  - Lü Ze (呂澤), hermano mayor, póstumamente conocido como "Príncipe Daowu de Lü" (呂悼武王).
    - Lü Tai (呂台), hijo de Lü Ze, nombrado príncipe Su de Lü (呂肅王) en 186 a. C.
      - Lü Jia (呂嘉), hijo de Lü Tai, príncipe de Lü (呂王).
      - Lü Tong (呂通), hijo de Lü Tai, nombrado príncipe de Yan (燕王) en 181 a. C.
      - Lü Pi (呂庀), hijo de Lü Tai, Marqués de Dongping (東平侯).

    - Lü Chan (呂產), hijo de Lü Ze, nombrado príncipe de Lia (梁王) en 181 a. C.

  - Lü Shizhi (呂釋之), hermano mayor, póstumamente conocido como "Príncipe Zhao de Zhao" (趙昭王).
    - Lü Ze (呂則), hijo de Lü Shizhi, Marqués de Jiancheng (建成侯).
    - Lü Zhong (呂種), hijo de Lü Shizhi, Marqués de Buqi (不其侯).
    - Lü Lu (呂祿), hijo de Lü Shizhi, nombrado Príncipe de Zhao en 181 a. C.

  - Lü Xu (呂嬃), hermana más joven, esposa de Fan Kuai,  nombrada Marquesa de Linguang (臨光侯) en 184 a. C.